# Jonas (football)
Pour les articles homonymes, voir Jonas (homonymie).
Jonas Gonçalves Oliveira, plus connu sous le nom de Jonas, né le 1er avril 1984 à Bebedouro (Brésil), est un footballeur international brésilien. Il évoluait au poste d'attaquant. 
C'est le meilleur buteur de la saison 2010 du championnat brésilien avec 23 buts marqués. Le 1er novembre 2011, il marque le second but le plus rapide de l'histoire de la Ligue des champions avec le FC Valence face au Bayer Leverkusen, en ouvrant le score après seulement 10.84 secondes.

## Biographie

### Carrière en clubs

#### Guarani (2005-2006)
Jonas commence sa carrière professionnelle en 2005 avec Guarani, le club où il a été formé. Pour sa première saison, il est l'un des meilleurs buteurs de la Série B avec 12 buts inscrits en 25 matches. Ces bonnes performances attirent plusieurs grands clubs brésiliens (dont les Corinthians, Cruzeiro et Palmeiras). Le joueur signe finalement un contrat avec Santos qui a été la première formation à manifester son intérêt.

#### Santos (2006-2007)
Le 2 janvier 2006, Jonas signe donc avec Santos. Il remporte la même année le Championnat de São Paulo, dans lequel il marque cinq buts en six matches. Il est cependant victime d'une sérieuse blessure au genou et doit subir une opération qui l'oblige à rester six mois sans jouer.
En 2007, Jonas est de retour sur les terrains, Il remporte un deuxième Championnat de São Paulo tout en marquant quatre buts en six matches. Malgré ce bon retour, il est souvent cantonné sur le banc de touche par la suite. Il quitte le club pour rejoindre le Grêmio, après un peu plus d'un an passé au sein de la formation pauliste.

#### Grêmio (2007-2011)
Le 12 septembre 2007, Jonas signe un contrat de 4 ans avec Grêmio, qui devient propriétaire de 50 % des droits du joueur pour environ 500 000 €. Il fait ses débuts lors du derby Grenal dont il sort blessé au début de la seconde mi-temps. Il est un des joueurs clés de l'équipe lors des derniers matches du championnat 2007.
En 2008, Jonas perd sa place de titulaire, et il reste régulièrement sur le banc. Le principal reproche que lui fait la presse spécialisée tient à son manque de puissance physique qui le désavantage face à la solidité des défenseurs adverses. Frustré de ne pas entrer plus souvent sur la pelouse, Jonas demande à quitter le club en juillet.

#### Portuguesa (2008)
Le 7 juillet 2008, le club de Portuguesa présente Jonas comme son nouveau renfort offensif. Cette recrue ne lui coûte rien car Grêmio le prête gratuitement jusqu'à la fin de l'année. Jonas s'impose rapidement et devient le meilleur buteur de son équipe en championnat avec 10 buts marqués en 25 matches. Il ne peut, cependant, empêcher la relégation de sa formation d'accueil en Série B.

#### Valence CF (2011-2014)

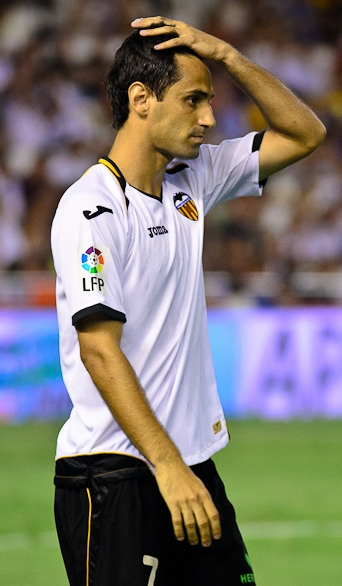
Jonas lors de son arrivée a Valence CF en 2011.

Le joueur est recruté par le Valence CF au début de l'année 2011. Son transfert s'élève à 1,25 million d'Euros avec une clause contractuelle. Le 28 février 2011, alors qu'il joue habituellement avec la réserve, il obtient sa première convocation en équipe première et marque son premier but comme joueur ché (score final : 1-2 et victoire du Valence CF devant l'Athletic Bilbao dans la cathédrale de San Mamés). Ses très bonnes prestations lors de ses rares apparitions incite l'entraineur Unai Emery à l'aligner davantage notamment aux côtés de Roberto Soldado à la pointe de l'attaque Murciélagos. À la suite de sa bonne fin de saison, Jonas attire la convoitise de plusieurs clubs Européens comme le FC Seville mais aussi le Paris SG.
Le 1er novembre 2011, il marque le second but le plus rapide de l'histoire de la Ligue des champions (après celui de Roy Makaay contre le Real Madrid en 2007, en 10.26 secondes) avec le Valence CF face au Bayer Leverkusen. Son but, inscrit après 10.84 secondes, permet à Valence de s'imposer 3-1 et de se relancer dans la course à la qualification pour les huitièmes de finale de la compétition.

#### SL Benfica (2014-2019)
Libre de tout contrat après sa résiliation avec le Valence CF, il s'engage le 12 septembre 2014 avec le Benfica Lisbonne pour deux saisons. Il marque son premier but face à Arouca, lors d'une victoire 4-0 à domicile. Il est titulaire pour la première fois en coupe, face au Sporting Covilhã (D2 portugaise), où il inscrit un triplé. Il réalise une première saison fantastique, marquant 31 buts en 35 matchs, toutes compétitions confondues.

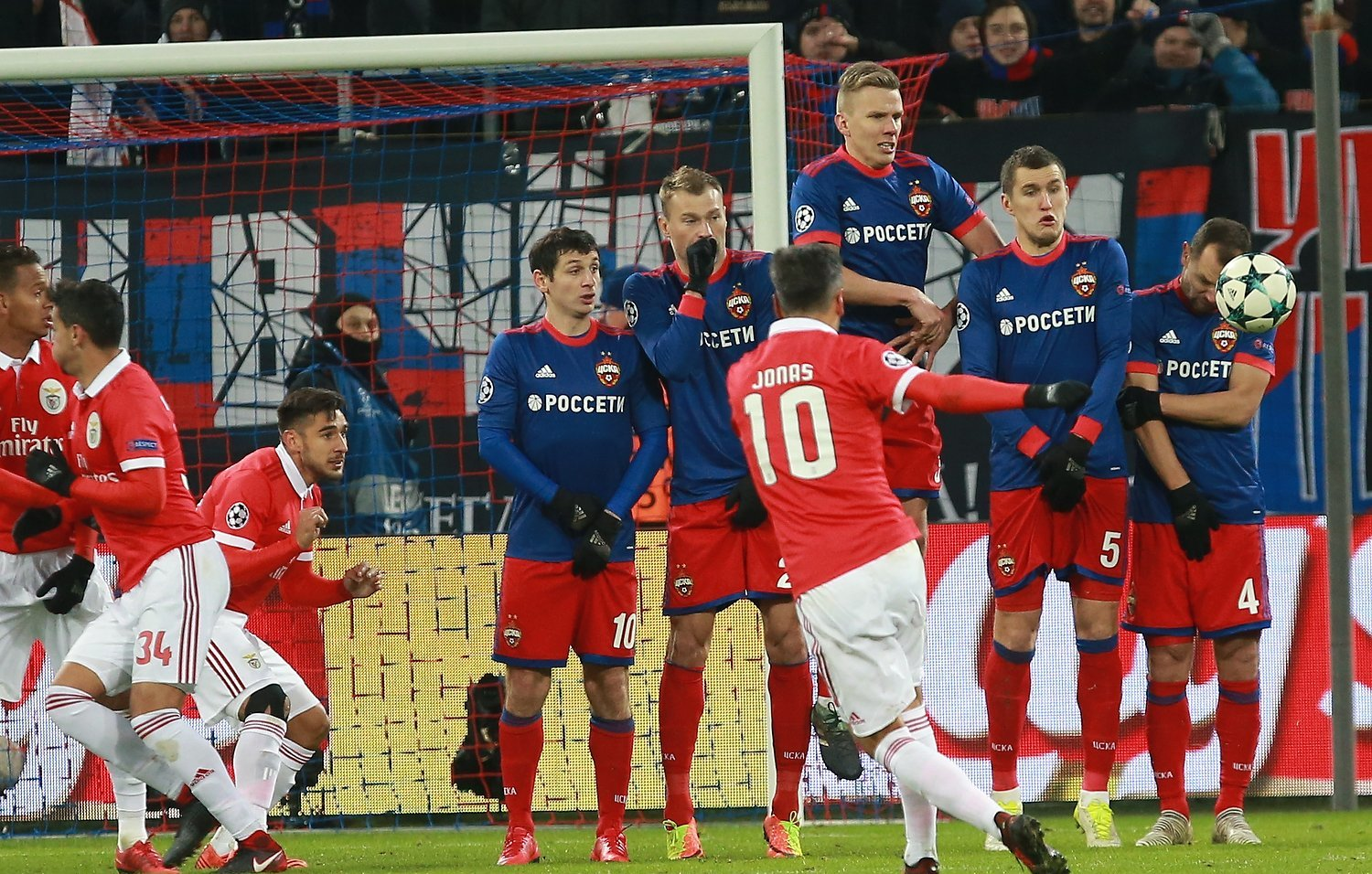
Jonas tirant un coup franc avec Benfica contre le CSKA Moscou en 2017.

Lors de sa deuxième saison avec le club, il inscrit un doublé lors de la première journée de championnat, face à Estoril (victoire 4-0). Lors de la saison 2015-2016, il finit de nouveau meilleur buteur du championnat portugais avec son club du Benfica.
Après avoir remporté quatre titres de champion avec Benfica auxquels il aura largement contribué avec ses 110 réalisations en Championnat, Jonas annonce sa retraite sportive le 10 juillet 2019. Au total, il aura marqué à 137 reprises pour les Aigles, ce qui en fait le deuxième meilleur buteur étranger de l'histoire du club lisboète derrière Óscar Cardozo (172).

### Carrière en sélection

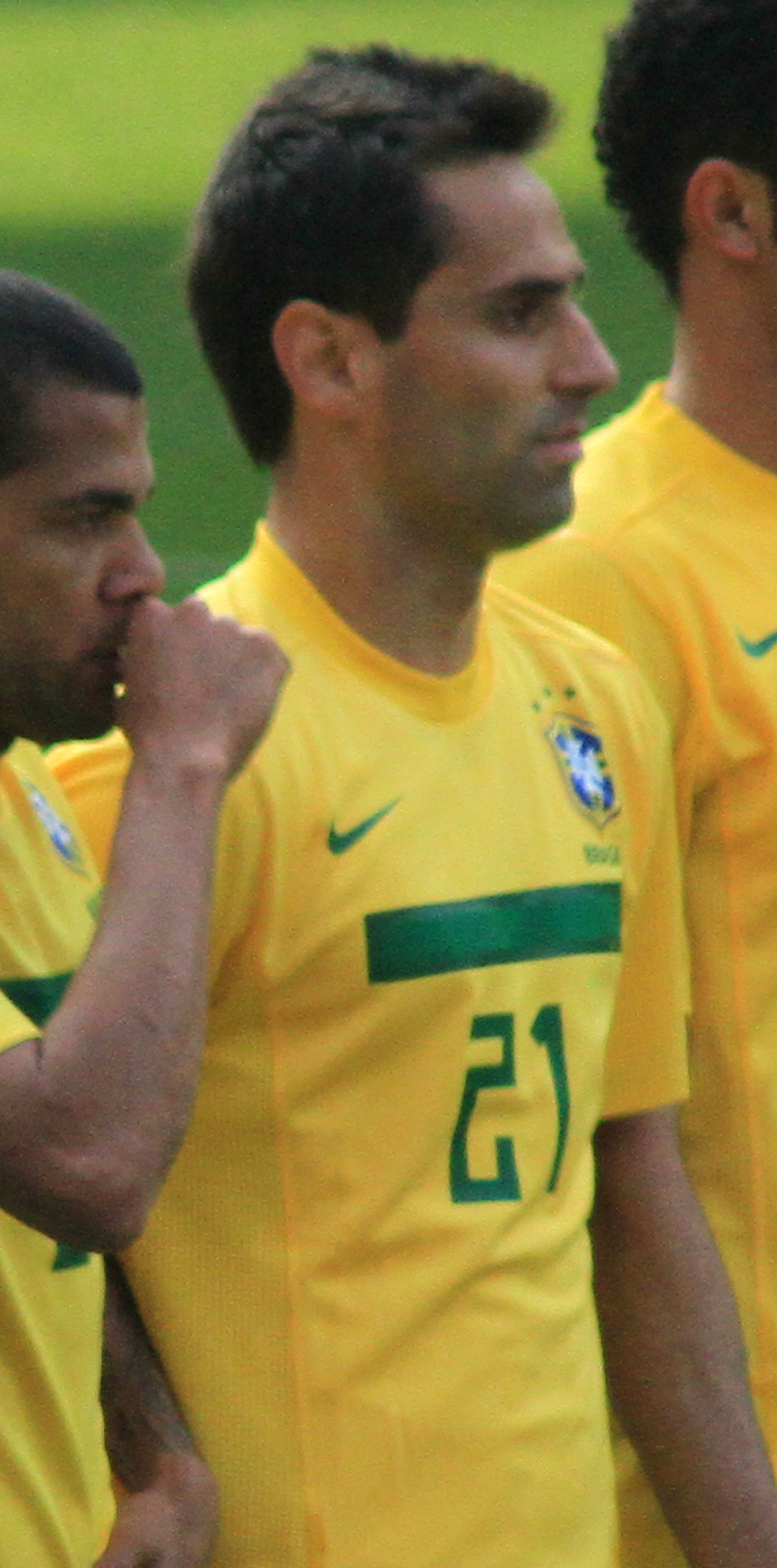
Jonas lors du match amicale Brésil Ecosse (2-0).

Jonas connait sa première sélection grâce à ses bonnes prestations avec le Valence CF. Il inscrit ses deux premiers buts en sélection face à l'Équipe d'Égypte le 14 novembre 2011. Au total, il compte douze sélections avec la Seleção pour trois buts.

## Statistiques
| Saison                | Club                  | Championnat           | Championnat | Championnat | Coupe nationale | Coupe nationale | Coupe de la Ligue | Coupe de la Ligue | Supercoupe | Supercoupe | Compétition(s) continentale(s) | Compétition(s) continentale(s) | Compétition(s) continentale(s) | Ligue régionale | Ligue régionale | Total | Total |
| Saison                | Club                  | Division              | M.          | B.          | M.              | B.              | M.                | B.                | M.         | B.         | Comp.                          | M.                             | B.                             | M.              | B.              | M.    | B.    |
| 2005                  | Guarani FC            | Serie A               | 25          | 12          | 1               | 0               | -                 | -                 | -          | -          | -                              | -                              | -                              | 5               | 4               | 31    | 16    |
| Sous-total            | Sous-total            | Sous-total            | 25          | 12          | 1               | 0               | -                 | -                 | -          | -          | -                              | -                              | -                              | 5               | 4               | 31    | 16    |
| 2006                  | Santos FC             | Serie A               | 16          | 1           | -               | -               | -                 | -                 | -          | -          | CL                             | 4                              | 0                              | -               | -               | 20    | 1     |
| 2007                  | Santos FC             | Serie A               | 5           | 0           | -               | -               | -                 | -                 | -          | -          | CL                             | 8                              | 1                              | -               | -               | 13    | 1     |
| Sous-total            | Sous-total            | Sous-total            | 20          | 1           | -               | -               | -                 | -                 | -          | -          | -                              | 12                             | 1                              | -               | -               | 32    | 2     |
| 2007                  | Grêmio                | Serie A               | 12          | 3           | -               | -               | -                 | -                 | -          | -          | -                              | -                              | -                              | -               | -               | 12    | 3     |
| 2008                  | Grêmio                | Serie A               | 3           | 0           | -               | -               | -                 | -                 | -          | -          | -                              | -                              | -                              | -               | -               | 3     | 0     |
| 2009                  | Grêmio                | Serie A               | 26          | 14          | -               | -               | -                 | -                 | -          | -          | CL                             | 8                              | 2                              | 15              | 8               | 49    | 24    |
| 2010                  | Grêmio                | Serie A               | 33          | 23          | 9               | 8               | -                 | -                 | -          | -          | CS                             | 2                              | 0                              | 21              | 11              | 65    | 42    |
| 2011                  | Grêmio                | Serie A               | 33          | 23          | 9               | 8               | -                 | -                 | -          | -          | -                              | -                              | -                              | 2               | 3               | 44    | 34    |
| Sous-total            | Sous-total            | Sous-total            | 74          | 40          | 9               | 8               | -                 | -                 | -          | -          | -                              | 10                             | 2                              | 38              | 22              | 131   | 72    |
| 2010-2011             | Valence CF            | Liga                  | 13          | 3           | -               | -               | -                 | -                 | -          | -          | C1                             | 1                              | 0                              | -               | -               | 14    | 3     |
| 2011-2012             | Valence CF            | Liga                  | 34          | 10          | 7               | 4               | -                 | -                 | -          | -          | C1+C3                          | 5+8                            | 3+2                            | -               | -               | 54    | 19    |
| 2012-2013             | Valence CF            | Liga                  | 35          | 13          | 6               | 1               | -                 | -                 | -          | -          | C1                             | 8                              | 5                              | -               | -               | 49    | 19    |
| 2013-2014             | Valence CF            | Liga                  | 31          | 10          | 1               | 0               | -                 | -                 | -          | -          | C3                             | 8                              | 1                              | -               | -               | 40    | 11    |
| Sous-total            | Sous-total            | Sous-total            | 113         | 36          | 14              | 5               | -                 | -                 | -          | -          | -                              | 30                             | 11                             | -               | -               | 157   | 52    |
| 2014-2015             | Benfica Lisbonne      | Liga Sagres           | 27          | 20          | 3               | 6               | 5                 | 5                 | -          | -          | -                              | -                              | -                              | -               | -               | 35    | 31    |
| 2015-2016             | Benfica Lisbonne      | Liga Sagres           | 34          | 32          | 1               | 0               | 3                 | 2                 | 1          | 0          | C1                             | 9                              | 2                              | -               | -               | 48    | 36    |
| 2016-2017             | Benfica Lisbonne      | Liga Sagres           | 19          | 13          | 3               | 2               | 4                 | 2                 | 1          | 1          | C1                             | 1                              | 0                              | -               | -               | 28    | 18    |
| 2017-2018             | Benfica Lisbonne      | Liga Sagres           | 30          | 34          | 2               | 1               | 2                 | 1                 | 1          | 1          | C1                             | 6                              | 0                              | -               | -               | 41    | 37    |
| 2018-2019             | Benfica Lisbonne      | Liga Sagres           | 22          | 11          | 3               | 2               | 1                 | 0                 | -          | -          | C1+C3                          | 2+3                            | 1+1                            | -               | -               | 31    | 15    |
| Sous-total            | Sous-total            | Sous-total            | 132         | 110         | 12              | 11              | 15                | 10                | 3          | 2          | -                              | 21                             | 4                              | -               | -               | 183   | 137   |
| Total sur la carrière | Total sur la carrière | Total sur la carrière | 388         | 199         | 36              | 24              | 15                | 10                | 3          | 2          | -                              | 72                             | 18                             | 43              | 26              | 557   | 279   |

## Palmarès

### En club
- Santos FC
  - Vainqueur du championnat de São Paulo en 2006 et 2007
- Grêmio Porto Alegrense
  - Vainqueur du championnat du Rio Grande do Sul en 2010
- Valence CF
  - Vainqueur du Trophée Naranja en 2011, 2012, 2013 et 2014
- Benfica Lisbonne
  - Champion du Portugal en 2015, 2016, 2017 et 2019
  - Coupe de la Ligue en 2015 et 2016
  - Supercoupe du Portugal en 2016 et 2017
  - Coupe du Portugal en 2017

### Distinctions individuelles
- Meilleur buteur du championnat du Brésil en 2010
- Meilleur buteur du championnat du Portugal en 2016 et 2018
- Meilleur buteur mondial « de première division » en 2018 (34 buts)